# First Two 7″s on a 12″
First Two 7″s on a 12″, oft auch als Minor Threat LP oder als First 2 7″s bezeichnet, ist ein Kompilationsalbum der Hardcore-Punk-Band Minor Threat. Es erschien 1984 über Dischord Records und enthält die ersten beiden EPs Minor Threat EP und In My Eyes.

## Entstehungsgeschichte
Dischord Records, das 1980 von Ian MacKaye und Jeff Nelson als Do-it-yourself-Label gestartet wurde, galt 1984 als Kultlabel für die florierende Hardcore-Punk-Szene der vereinigten Staaten. Seit 1983 war es ein steuernzahlendes Unternehmen, doch fehlte dem Label seitdem auch Geld. Stattdessen schrieb das Label rote Zahlen. Minor Threat selbst waren eine der wichtigsten Hardcore-Punk-Bands ihrer Zeit. Die ersten beiden EPs waren jedoch ausverkauft und nur noch zu sehr hohen Preisen zu bekommen. Um das Label zu retten und gleichzeitig die Nachfrage nach den älteren Veröffentlichungen zu befriedigen, wurden Anfang 1984 zwei Veröffentlichungen konzipiert. The Year in 7″ versammelte die ersten Veröffentlichungen von Dischord Records: die EPs von SOA, Teen Idles, Government Issue und Youth Brigade. Die zweite Veröffentlichung war First Two 7″ on a 12″ von Minor Threat.

## Veröffentlichungen
Die erste Auflage erschien mit einem blauen Cover, das wie bereits die Minor Threat EP. eine Fotografie von Ian MacKayes Bruder Alec MacKaye mit abgesenktem, kahlrasierten Kopf zeigte. Das Foto war von Susie Josephson Horgan geschossen worden. Im Laufe der Zeit wurde die Schallplatte immer wieder neu aufgelegt, unter anderem mit blauem, grünem, roten und gelben Farbton. Um der Preispolitik von Bootlegern und Händlern vorzubeugen, wurde der Preis für die LP auf das Backcover gedruckt.

## Titelliste

### A-Seite: Minor Threat EP
1. Filler – 1:31
2. I Don’t Wanna Hear It – 1:13
3. Seeing Red – 1:02
4. Straight Edge – 0:46
5. Small Man, Big Mouth – 0:55
6. Screaming at a Wall – 1:31
7. Bottled Violence – 0:55
8. Minor Threat – 1:27

### B-Seite: In My Eyes EP
1. In My Eyes – 2:49
2. Out of Step (With the World) – 1:20
3. Guilty of Being White – 1:18
4. Steppin’ Stone (Tommy Boyce, Bobby Hart) – 2:11

## Rezeption
Da der Albumtitel nicht auf dem Schallplattencover steht, wird das Album auch oft als Minor Threat LP oder Minor-Threat-Album geführt. Obwohl die beiden EPs auch einzeln erhältlich waren, wird heute vor allem diese Veröffentlichung von Kritikern als essentiell eingestuft. Allmusic führt die Veröffentlichung sogar als Debütalbum, obwohl das eigentliche Debüt Out of Step bereits ein Jahr vorher veröffentlicht wurde. Dean McFarlane von Allmusic verglich die Bedeutung der Kompilation mit Pink Floyds The Wall und Never Mind the Bollocks von den Sex Pistols. Er riet jedoch zur Kompilation Complete Discography, die alle Lieder von Minor Threat beinhaltet. Der deutsche Rolling Stone führte das Album 2011 als eine der 50 wichtigsten Punkveröffentlichungen.